# Гилгит-Балтистан
Гилги́т-Балтиста́н (урду گلگت بلتستان‎, балти རྒྱལ་སྐྱིད་ སྦལྟི་ཡུལ།, англ. Gilgit-Baltistan), до 2009 года — Се́верные Террито́рии (урду شمالی علاقہ جات‎, англ. Northern Areas) — самая северная административная единица в пределах управляемой Пакистаном части прежнего княжества Джамму и Кашмир.
Граничит с Афганистаном на севере, КНР на северо-востоке, пакистанской провинцией (де-факто) Азад-Кашмир на юге и входящими в Индию союзными территориями Джамму и Кашмир и Ладакх на юго-востоке. Гилгит-Балтистан занимает территорию 72 971 км² и имеет население, по оценкам приближающееся к 1 млн. Эта область — часть большой территории Кашмир, которая является предметом территориального спора между Индией, Пакистаном и Китаем.
По проекту китайско-пакистанского экономического коридора планируется связать пакистанский глубоководный порт Гвадар с портами Южного Китая Гуанчжоу и Фанчэнган, после строительства дороги «Кашгар — Хавелиан» протяжённостью 1100 км, через Хунджерабский перевал на спорной территории Гилгит-Балтистан.

## История
Вырезанные на скалах изображения, найденные в разных местах Гилгит-Балтистана, особенно в деревне Пассу (англ.) в горной долине Хунза (англ.), говорят о присутствии в этих местах человека ещё до 2000 года до н. э..
1 ноября 2020 года премьер-министр Пакистана Имран Хан заявил, что присвоил переходный провинциальный статус Гилгит-Балтистану.
В Гилгит-Балтистане активно сепаратистское движение.

## Округа
В территории Гилгит-Балтистан входят 3 региона, которые делятся на 14 округов. До 2001 в регионе было 7 округов, с 2019 14 округов.
| №     | Округ      | Регион    | Площадь, км² | Население, чел. (1998) | Адм. центр      |
| ----- | ---------- | --------- | ------------ | ---------------------- | --------------- |
| 1     | Гханче     | Балтистан | 4052         | 88 366                 | Хаплу           |
| 2     | Шигар      | Балтистан | 8500         | н/д                    | Шигар           |
| 3     | Кхарманг   | Балтистан | 5500         | н/д                    | Кхарманг        |
| 4     | Скарду     | Балтистан | 8500         | 214 848                | Скарду          |
| 5     | Астор      | Диамер    | 5092         | 71 666                 | Горикот         |
| 6     | Диамер     | Диамер    | 10 936       | 131 925                | Чилас           |
| 7     | Гхизер     | Гилгит    | 9635         | 120 218                | Гакуч           |
| 8     | Гилгит     | Гилгит    | 14 672       | 243 324                | Гилгит          |
| 9     | Хунза      | Гилгит    | 7900         | н/д                    | Алиабад (англ.) |
| 10    | Нагар      | Гилгит    | 5000         | 51 387                 | Нагар (англ.)   |
| Всего | 10 округов |           | 72 971       | 970 347                | Гилгит          |